# クリスチャン・ローゼンクロイツ

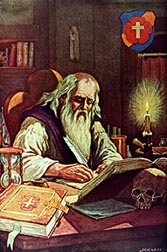
薔薇十字団の創立者クリスチャン・ローゼンクロイツの肖像画（想像画）

クリスチャン・ローゼンクロイツ（Christian Rosenkreutz, 1378年-1484年）は、薔薇十字団の創立者とされる伝説上の人物である。17世紀にドイツで出版された薔薇十字宣言文書によって知られるようになった。クリスティアン・ローゼンクロイツとも表記される。

## 概説
その生涯は1610年頃に書かれ、1614年にドイツのカッセルで出版されたドイツ語の小冊子『友愛団の名声、賞賛すべき薔薇十字団』 (Fama Fraternitatis, deẞ Löblichen Ordens des Rosenkreuzes) に語られている。ただし、同書では「同志C.R.」や「C.R.C.」の名で言及されており、クリスチャン・ローゼンクロイツの名はまだ出てこない。翌年、『名声』のラテン語版とともに出版された『友愛団の信条告白』 (Confessio Fraternitatis) において、C.R.Cの生誕年が1378年であることが明らかにされた。
クリスチャン・ローゼンクロイツという名は、第三の薔薇十字文書とされる『クリスチャン・ローゼンクロイツの化学の結婚』 (Die Chymische Hochzeit Christiani Rosenkreuz) によって初めて世に出た。同書は1616年にシュトラースブルクにて出版され、クリスティアヌス・ローゼンクロイツという名の人物を語り手とする錬金術的寓意小説という体裁を取っているが、その実質的な著者は後年の版に編者として記されているルター派の神学者ヨーハン・ヴァレンティン・アンドレーエであったと考えられている。
『友愛団の名声』によれば、C.R.C〔Christian RosenCreuz〕はドイツの貴族の家系に生まれた。貧乏のため5歳にして修道院に入り、ギリシア語とラテン語を習得した。後に友愛団をともに結成することになる3人の盟友もこの修道院の同僚であった。若くしてエルサレムへ巡礼に向かうが、その途中、アラビア半島の賢者について耳にし、ダムカルに向かう。ダムカルの賢者たちは、C.R.Cのことを長いこと待ち望んでいた人物として手厚く迎えたという。この時かれは16歳であった。

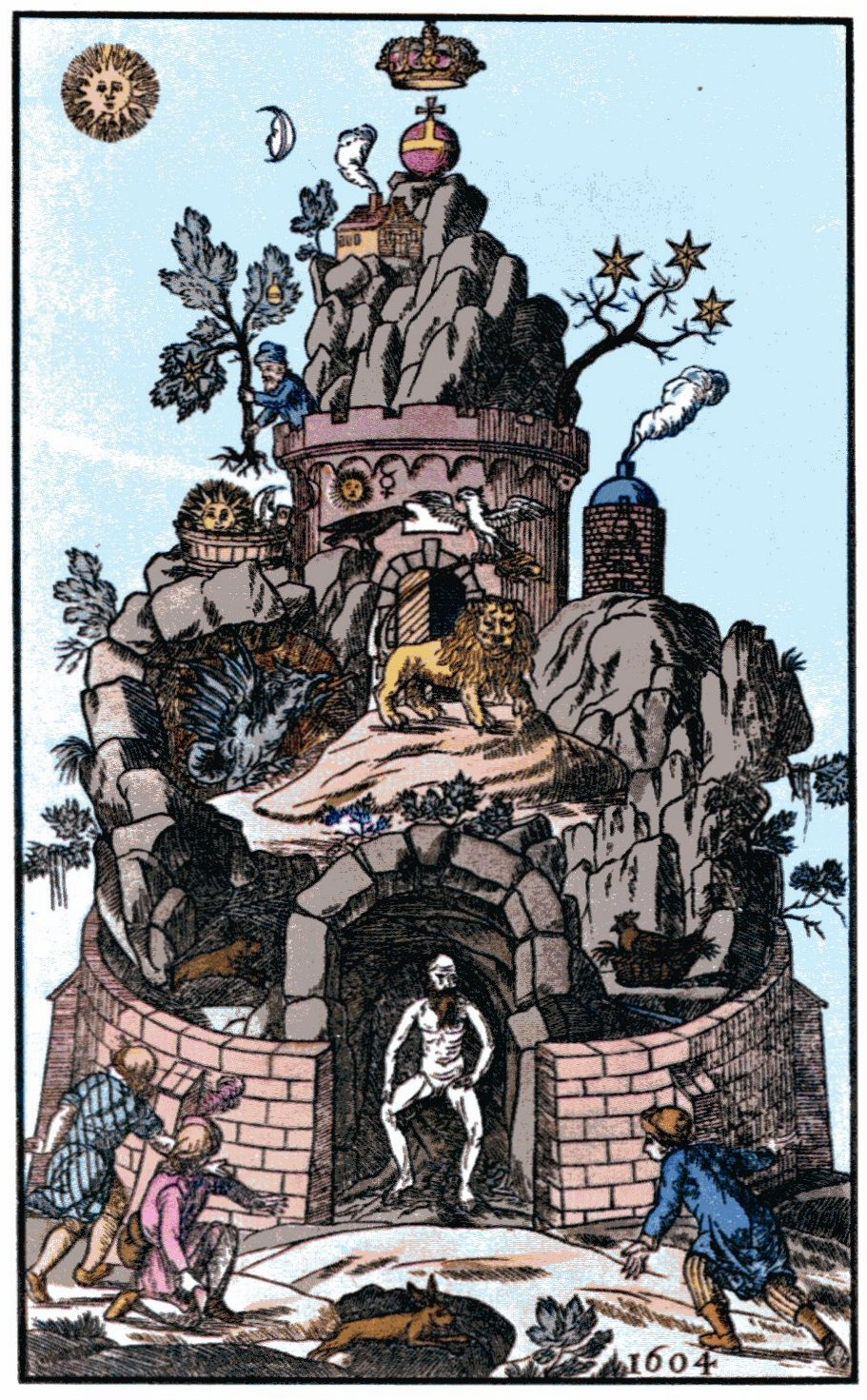
C.R.Cの墓を表した「哲学者の山」
下にC.R.C.没後120年目の「1604」が記されている

C.R.Cはダムカルでアラビア語、数学、自然学を学び、『Mの書』という書物をラテン語に翻訳、その後モロッコのフェズで「諸元素の住民」と呼ばれる人々と出会った。多くの知識を得た後ドイツに帰国し、3人の盟友とともに友愛団を結成して、さらに4人の同志を加えた。
ある時、ひとりの会員が彼の秘密の墓に通じる隠し戸を偶然発見した。その扉の上には「我は120年後に開顕されるであろう」(Post CXX ANNOS PATEBO) と記されており、中に入ると、七角形の地下納骨堂の天井には永遠に消えることのないランプが輝き、C.R.Cの遺体は腐らず完全なままに保たれていたという。それは、C.R.C死去の120年後と仮定すれば1604年のことであった。

## 註
1. ↑  Greer 2003, p. 399.
2. ↑  「Fr. C.R.」。 Fr. は Frater （兄弟）の略で、修道士の意。
3. ↑  『名声』第2版の誤植からダムカル (Damcar) と通称されるが、正確な綴りは Damear で、現在のイエメンのダマール (Dhamar) に当たる (Greer 2003, p. 124)。
4. ↑  Liber Mundus （リーベル・ムンドゥス）すなわち「世界の書」とも解釈される (種村訳 2002 [1993], p. 189)。
5. ↑  「M」（メム）はユダヤ・カバラでは「処女」、「聖水」、「父」を表す。
6. ↑  「基本の住民」とも (山下訳 1986, p. 329)。種村季弘は「土着原住民」と解している (種村訳 2002 [1993], p. 190)。
7. ↑  『信条告白』ではC.R.Cは1378年に生まれて106歳で没したとされているので、没年を計算すると1484年となる。